# ジェシー・ゴッダーズ
ジェシー・ゴッダーズ（Jessie Godderz, 1986年4月23日 - ）は、アメリカの男性プロレスラー、俳優、ボディビルダー。

## 来歴

### ビッグ・ブラザー
CBSのリアリティ番組のビッグ・ブラザーには、2008年の第10シーズン（Big Brother 10）に参加者として出場して以来、5年連続で何らかの形で登場している。
初出場となる第10シーズンでは10位となった。2009年の第11シーズン（Big Brother 11）では再出場候補の1人として登場。第11シーズンの序盤では、Cliqueと呼ばれるスクールの派閥をモチーフにした4チーム（Athletes、Brains、Off-Beat、Populars）によるチーム戦のような特別ルールで行われ、ジェシーはAthletesへの配属となった。最初の競争では、勝利チームに所属する過去参加者が再出場するというルールで行われ、Athletesが勝利したことにより前年に続いての出場となった。そして、第11シーズンでは9位となり、優勝者を決定するための最初の陪審員となった。第12シーズンから第14シーズンではゲストとして登場している。

### TNA（2011年 - 現在）
2011年にTNA（Total Nonstop Action Wrestling）と契約し入団。傘下団体のOVW（Ohio Valley Wrestling）にてトレーニングを積む。
2012年1月にゴッダーズはマーカス・アンソニーとのタッグ、マスカーニ・ファミリー（The Mascagni Family）でジョニー・スペードとシロ・ジョーンズのタッグ（OMG）持つOVW南部タッグチーム王座に挑戦し、勝利して王座を獲得している。しかし、1週間後の元王者組のリッマチで負け、タイトルを手放している。2月にゴッダーズはロブ・テリーとルディ・スウィッチブレードとのタッグ、ファミリー（The Family）でジェイソン・ウェインとシロ・ジョンズの持つOVW南部タッグチーム王座にハンディキャップ形式で挑み王座を獲得したが、4月にアナーキアとラウル・ラモッタのタッグ（Los Locos）に破れ王座を奪われている。4日後にリマッチ権を行使して王者組と対戦し勝利、王座を奪取している。6月にラウル・ラモッタ、シロ・ジョーンズのタッグ（Loco-MG）に負けてタイトルを手放しているが4日後にリマッチ権を行使して再び獲得しているが、王座を剥奪されてしまう。7月にスイッチブレードと共に空位になったOVW南部タッグチーム王座をラダーマッチで獲得している。12月にアレックス・シルヴァとサム・ショーのタッグ（The Gutcheckers）に奪われている。
2012年10月のPPVであるBound for GloryでタラのボーイフレンドとしてTNAデビュー。11月のImpact Wrestlingでゴッダーズはリングデビューし、インタージェンダーマッチでタラの介入を経てODBから勝利している。試合後もODBに攻撃し恥を書かせている。Turning Pointでタラとのタッグでエリック・ヤングと対戦するが負けている。PPV翌週にエリックとシングルマッチを行うが負けている。12月にブリー・レイと対戦し、タラの介入を得ながらも敗北している。

## 得意技
スタナー - 現在のフィニッシャー。
パワースラム
パワーボム
ドロップキック
レッグドロップ
クローズライン
連続エルボー・バット
ボストンクラブ
延髄斬り

## 獲得タイトル
TNA
- TNA世界タッグ王座 - 1回（w / ロビー・E）

OVW
- OVW南部タッグチーム王座 - 5回（w/ルディ・スイッチブレード、ロブ・テリー 、マーカス・アンソニー）